# Elisabetta Fiorillo
Elisabetta Fiorillo (Caserta, 1957) è un contralto e mezzosoprano italiano.

## Biografia
Dopo aver iniziato giovanissima gli studi di canto con Virginio Profeta, Elisabetta Fiorillo entrò nel 1980 nel coro del Teatro San Carlo di Napoli come contralto, presentando al concorso d'ammissione la cavatina di Arsace dalla Semiramide di Gioachino Rossini. Lasciato il coro dopo due anni di permanenza, si dedicò quindi al perfezionamento della propria tecnica vocale con il maestro Ettore Campogalliani, il quale concepì il dubbio che la giovane possedesse in effetti una voce da soprano: "accanto a Romeo dei Capuleti e Azucena, - avrebbe raccontato in seguito la Fiorillo - studiammo pure i ruoli di Norma, Aida e Margherita del Mefistofele", e comunque la cantante ebbe poi anche modo di cimentarsi eccezionalmente "nei personaggi sopranili di Lucia e Violetta".
Dopo aver anche frequentato la Scuola di musica di Fiesole e l'Accademia verdiana con Carlo Bergonzi la sua consacrazione si ebbe nel 1983 quando conseguì la vittoria nel concorso "Mattia Battistini" di Rieti. Nell'ambito della stagione prodotta da Franca Valeri e Maurizio Rinaldi in connessione con il concorso, alla Fiorillo fu affidato il ruolo di Ulrica in Un ballo in maschera, la prima di una lunga serie di interpretazioni che avrebbero fatto del personaggio della maga uno dei suoi maggiori cavalli di battaglia. Dopo di allora s'è fatta apprezzare in tutto il mondo "per le sue qualità di mezzosoprano drammatico, spiccatamente verdiano", allargando gradualmente il suo repertorio ai ruoli principali scritti dal compositore bussetano per mezzosoprano e contralto: oltre all'Ulrica del debutto, Azucena (Il trovatore), la Principessa d'Eboli (Don Carlo), Amneris (Aida), Mrs Quickly (Falstaff)  nonché, occasionalmente, anche Preziosilla (La forza del destino), Fenena (Nabucco) e Federica (Luisa Miller).
Ha cantato praticamente in tutte le piazze italiane maggiori e in moltissime delle minori, nonché all'estero: soprattutto in Germania (Deutsche Oper di Berlino, Staatsoper di Amburgo, Bayerische Staatsoper di Monaco di Baviera, Semperoper di Dresda), Spagna (Teatro Real di Madrid, Liceu di Barcellona, Teatro Arriaga di Bilbao, Teatro Campoamor di Oviedo) e Francia (Opéra di Nizza, Opéra du Rhin di Strasburgo, Opéra di Montecarlo), ma anche altrove, dal Festival di Salisburgo, al Covent Garden di Londra alla Otsu Biwako Hall di Tokio.
Ha interpretato il Requiem di Verdi sotto la direzione di Giuseppe Sinopoli e di Riccardo Muti (in tournée con il Teatro alla Scala di Milano).
Fermo restando il carattere assolutamente predominante della produzione verdiana, sono comunque diventate parte del repertorio stabile della Fiorillo anche Cavalleria rusticana (Santuzza) e La Gioconda (sia come Laura sia nella parte della Cieca), ed ha inoltre cantato nei Dialoghi delle Carmelitane (Madame de Croissy) a Trieste, in Norma (Adalgisa) a Dresda, nel Roberto Devereux (Sara) e nell'Anna Bolena (Giovanna Seymour) a Oviedo, nonché nell'Arlesiana (Rosa Mamai) al Teatro Rendano di Cosenza, e nell'Adriana Lecouvreur (Principessa di Bouillon) a Barcellona.